# Red de Pensamiento Latinoamericano en Ciencia, Tecnología y Sociedad
La Red de Pensamiento Latinoamericano en Ciencia, Tecnología y Sociedad (Red PLACTS) está compuesta por integrantes del sector científico, tecnológico y universitario de la Argentina. Fue creada en junio de 2020, con la finalidad de promover una producción de conocimiento que responda a las necesidades sociales, económicas y ambientales del país y la región. En febrero de 2024 contaba con 140 miembros.

## Historia
En el documento fundacional de la Red PLACTS, elaborado por una mesa promotora de 16 integrantes, se estipulan los principios, objetivos y estructura organizativa de la red.
Se afirman tres principios rectores:
- impulsar una ciencia y una tecnología puesta y dispuesta a resolver las necesidades y problemas de nuestra sociedad
- la adhesión a un proyecto nacional, popular, inclusivo, democrático, soberano, solidario y desde una mirada federal.
- un claro compromiso político, pero no partidario, de modo que respeta las distintas visiones ideológicas.

Sus objetivos son:
- Articular a quienes comparten la idea de actuar hoy impulsando un pensamiento latinoamericano en ciencia y tecnología, que rescate y recupere en proyectos y acciones concretas los aportes de lo que fue históricamente el PLACTED (Pensamiento Latinoamericano en Ciencia, Tecnología y Desarrollo).

- Participar e incidir políticamente en las decisiones que se van tomando a nivel de la gestión de los organismos de ciencia y tecnología, contribuyendo con propuestas e ideas a nivel de las instancias nacionales, provinciales  y municipales.

- Actuar con independencia política y libertad de acción respecto de los gobiernos, pero que también pueda defender las políticas correctas que se implementen desde el Estado.

- Difundir a nivel nacional las ideas y autores del PLACTED, promoviendo la generación de cursos de formación, elaboración de materiales didácticos y de difusión, promoción de tesistas y becarios, realización de charlas, seminarios y conversatorios.

- Integrarse a nivel latinoamericano con otros espacios y colegas que impulsen objetivos similares, eventualmente impulsando la creación de la Red PLACTS a nivel regional.

En cuanto a su estructura organizativa, se estableció un formato de red, flexible y dinámico, con una mesa coordinadora que contempla la paridad de género y una representación por regiones del país. Para la realización de las actividades, se conforman comisiones de trabajo estables o ad hoc, según el objetivo.
La Red PLACTS contribuyó decisivamente a la construcción del Foro de Pensamiento Nacional Latinoamericano en junio de 2023, un espacio que reúne a alrededor de setenta grupos (cátedras, institutos, centros, agrupaciones, etc.) vinculados al pensamiento nacional y latinoamericano.  En diciembre de 2023 convocó a conformar la Mesa Federal por la Ciencia y la Tecnología, para hacer frente al cambio de gobierno en la Argentina. Un total de 25 agrupaciones del sector científico-tecnológico del país se articularon en esta mesa.
Se trata de una experiencia inédita de organización en el sector científico y tecnológico de la Argentina en varios sentidos: por el grado de consolidación, la perspectiva política, crítica y propositiva, la extensión nacional y la proyección latinoamericana.

## Actividades
La Red PLACTS ha realizado distintos tipos de actividades. Entre las más destacadas se encuentran:
- Conversatorios con especialistas y funcionarios sobre temas estratégicos para la Argentina y América Latina, tales como hidrocarburos, sector nuclear, industria del software, litio, biotecnología, vacunas, inteligencia artificial, políticas orientadas por misiones, entre otros. El formato de los conversatorios es virtual o híbrido, de modo de permitir la participación a distancia. Entre 2020 y 2023 se realizaron un total de diez, varios de ellos en colaboración con otras agrupaciones o asociaciones. Se encuentran disponibles en su canal de videos.[6]
- Elaboración de documentos de propuestas en distintas áreas: el primero de ellos, publicado en noviembre de 2020 se titula "Otro estilo científico y tecnológico es posible".[7] Allí se avanza en definiciones respecto al tipo de ciencia y tecnología que se pretende. El segundo, publicado en diciembre de 2022 y titulado "Propuestas para una política soberana en materia de publicaciones científicas", resume el problema creciente en torno al acceso y publicación en revistas científicas dado el proceso de privatización y mercantilización del negocio editorial.[8] Frente a lo cual, realiza ocho propuestas para una política en el tema desde un país periférico. El tercer documento, "Ciencia y Tecnología para un Proyecto Nacional", publicado en diciembre de 2023, sintetiza el programa de la Red PLACTS en 16 propuestas de política científica y tecnológica para la Argentina.[9]
- Biblioteca PLACTED Colaborativa y de Acceso Libre, iniciativa mediante la cual se ofrecen gratuitamente al público más de trescientas obras de autores del Pensamiento Latinoamericano en Ciencia, Tecnología y Desarrollo (PLACTED). Cabe destacar que la construcción de la bibliotecas implicó un trabajo de digitalización de libros que no se encontraban disponibles en línea e incluye obras de difícil acceso.[10][11]
- Edición de la revista Ciencia, Tecnología y Política, publicación especializada en temas de ciencia, tecnología y sociedad, que ha obtenido el reconocimiento del Congreso de la Nación Argentina y del Parlamento del Mercosur.[12]
- Actividades de capacitación y formación en temáticas de ciencia, tecnología y sociedad con sindicatos y movimientos sociales.[13][14]
- Editatón "Visibilizando el PLACTED", junto a Wikimedistas de la Universidad Nacional de La Plata y la Asociación Latinoamericana de Estudios Sociales de la Ciencia y la Tecnología (ESOCITE).[15]
- Posicionamientos públicos en temas de agenda, tales como en agosto de 2023 la declaración "Cinco razones para no privatizar la ciencia"[16] y en noviembre de 2023 la "declaración frente al balotaje presidencial".[17]
- Coorganización en 2023 y 2024 de la Diplomatura en Historia de la Ciencia en Argentina y Debates Actuales, en la Facultad de Ciencias Exactas de la Universidad de Buenos Aires.[18]
- Conformación del Foro del Pensamiento Nacional Latinoamericano[2] y organización del Primer Congreso del Pensamiento Nacional Latinoamericano en la Universidad Nacional de Lanús en junio de 2023.[19]
- Convocatoria a la construcción de la Mesa Federal por la Ciencia y la Tecnología en diciembre de 2023.[20]